# یواس‌اس جیدی سوم (اس‌پی-۶۹۲)
یواس‌اس جیدی سوم (اس‌پی-۶۹۲) (به انگلیسی: USS Jaydee III (SP-692)) یک کشتی بود که طول آن ۴۵ فوت (۱۴ متر) بود. این کشتی  در سال ۱۹۱۶ ساخته شد.